# Théorie ergodique
Pour les articles homonymes, voir ergodicité.
 (août 2020).
Si vous disposez d'ouvrages ou d'articles de référence ou si vous connaissez des sites web de qualité traitant du thème abordé ici, merci de compléter l'article en donnant les références utiles à sa vérifiabilité et en les liant à la section « Notes et références ».

Flux d'un ensemble statistique dans le potentiel. Sur de longues périodes, il devient tourbillonnant et semble devenir une distribution lisse et stable. Cependant, cette stabilité est un artefact de la pixellisation (la structure réelle est trop fine pour être perçue). Cette animation est inspirée d'une discussion de Gibbs dans son Wikisource de 1902 : Elementary Principles in Statistical Mechanics, Chapter XII, p. 143 : « Tendance d'un ensemble de systèmes isolés vers un état d'équilibre statistique ». Une version quantique de ceci peut être trouvée Ici

La théorie ergodique est une branche des mathématiques née de l'étude de l'hypothèse ergodique formulée par le physicien Ludwig Boltzmann en 1871 pour sa théorie cinétique des gaz. Il y a ergodicité si plusieurs analyses statistiques différentes et séparées sur un même sujet produisent un résultat suffisamment comparable. La théorie a connu de nombreux développements en relation étroite avec la théorie des systèmes dynamiques et la théorie du chaos.

## Notations

### Dynamique discrète
L'objet d'étude en théorie ergodique est un triplet {\displaystyle ((X,B),\mu ,\phi )} où :
- {\displaystyle (X,B)} est un espace mesurable (c’est-à-dire que {\displaystyle B} est une tribu sur {\displaystyle X}) ;
- {\displaystyle \mu } une mesure sur {\displaystyle (X,B)} ;
- {\displaystyle \phi :X\to X} une application préservant la mesure {\displaystyle \mu }, c’est-à-dire telle que :

| {\displaystyle \forall A\in B,\ \mu \left(\phi ^{-1}(A)\right)\ =\ \mu (A)}. |

L'application {\displaystyle \phi :X\to X} engendre une dynamique discrète : partant d'un point {\displaystyle x_{0}\in X}, on obtient successivement {\displaystyle x_{1}=\phi (x_{0})}, puis {\displaystyle x_{2}=\phi (x_{1})=\phi ^{2}(x_{0})}, et ainsi de suite.

### Dynamique continue
On peut étendre l'étude au cas d'une dynamique continue en remplaçant l'application {\displaystyle \phi :X\to X} précédente par un flot sur X, c’est-à-dire un groupe continu à un paramètre {\displaystyle \phi _{t}:X\to X} tel que :
| {\displaystyle \phi _{0}\ =\ \mathrm {Id} } ; |

| {\displaystyle \forall \ (t,s)\,\in \,\mathbb {R} ^{2}\,\quad \phi _{t}\ \circ \phi _{s}\ =\ \phi _{t+s}}. |

Ce cas est particulièrement important puisqu'il inclut le flot hamiltonien de la mécanique classique, ainsi que le flot géodésique.

### Flot ou «cascade»?
Le cas continu englobe le cas discret, car on peut toujours construire une application discrète à partir d'un flot continu, en posant par exemple {\displaystyle \phi =\phi _{t=1}} pour l'unité de temps. Poursuivant l'analogie avec le vocabulaire de l'hydrodynamique, l'application discrète est alors parfois baptisée « cascade » par certains mathématiciens.

## Définition de l'ergodicité
| L'application {\displaystyle \varphi :X\rightarrow X} est dite ergodique pour une mesure donnée si et seulement si tout ensemble mesurable invariant sous {\displaystyle \varphi } est de mesure nulle, ou de complémentaire de mesure nulle. |

L'ergodicité capture la notion d'irréductibilité en théorie de la mesure : pour toute partition d'un système dynamique ergodique en deux sous-systèmes invariants, l'un des deux est trivial ou négligeable, au sens où il vit sur un ensemble de mesure nulle.
Une application satisfaisant cette propriété était autrefois également dite « métriquement transitive ».

### Définition triviale simplifiée
Il y a ergodicité si plusieurs analyses statistiques différentes et séparées sur un même sujet produisent un résultat suffisamment comparable. À l'inverse, il n'y a pas d'ergodicité si les effets aléatoires s'expriment davantage d'une mesure statistique à une autre, ne permettant pas de reproduire des valeurs dans le même ordre de grandeur par exemple. La taille de l'échantillon, ou de la population, ou de la zone considérée dans le calcul peut, si elle est trop réduite, amener à une absence d'ergodicité.

## Théorème ergodique de Birkhoff

### Moyenne temporelle et moyenne microcanonique
Soit f une bonne fonction sur X. On définit sa valeur moyenne temporelle par la limite (si elle existe) :
| {\displaystyle {\overline {f(x_{0})}}\ =\ \lim _{n\rightarrow +\infty }\ {\frac {1}{n}}\ \sum _{k=0}^{n-1}\ f\left(\phi ^{k}(x_{0})\right)}. |

Elle dépend a priori de la condition initiale {\displaystyle x_{0}}. On peut également définir la moyenne spatiale de f, ou moyenne microcanonique, par :
| {\displaystyle \langle \ f\ \rangle \ =\ {\frac {1}{\mu (X)}}\ \int _{X}f\,d\mu }. |

La moyenne spatiale et la moyenne temporelle n'ont a priori pas de raison d'être égales.

### Théorème de Birkhoff (1931)
Lorsque l'application {\displaystyle \phi } est ergodique, moyenne spatiale et moyenne temporelle sont égales presque partout. Ce résultat constitue le célèbre théorème ergodique de Birkhoff.

### Temps de séjour moyen
Soit {\displaystyle A\subset X} un sous-ensemble mesurable de X. On appelle temps de séjour dans A le temps total passé par le système dynamique dans A au cours de son évolution. Une conséquence du théorème ergodique est que le temps de séjour moyen est égal au rapport de la mesure de A par la mesure de X :
| {\displaystyle \lim _{n\rightarrow \infty }\ {\frac {1}{n}}\ \sum _{k=0}^{n-1}\ \chi _{A}\left(\phi ^{k}(x)\right)\ =\ {\frac {1}{\mu (X)}}\int _{X}\chi _{A}\,d\mu \ =\ {\frac {\mu (A)}{\mu (X)}}}. |

où {\displaystyle \chi _{A}} est la fonction indicatrice de A.

### Récurrences

#### Théorème de récurrence de Poincaré
- Récurrence d'un point : Soit {\displaystyle A\subset X} un sous-ensemble mesurable. Un point {\displaystyle x\in A} est dit récurrent par rapport à A si et seulement s'il existe une infinité d'entiers {\displaystyle k\geq 1} pour lesquels :

| {\displaystyle \phi ^{k}(x)\ \in \ A} |

- Théorème de récurrence de Poincaré : Soit {\displaystyle A\subset X} un sous-ensemble mesurable. Alors, presque tous les points {\displaystyle x_{0}\in A} sont récurrents par rapport à A.

#### Temps de récurrence moyen
- Un instant k tel que {\displaystyle \phi ^{k}(x)} est dans un ensemble mesurable A est appelé instant d'occurrence de A. Ces instants d'occurrence peuvent être classés par ordre croissant dans un ensemble dénombrable : {\displaystyle \{k_{0},k_{1},\dots ,k_{i},\dots \}} avec {\displaystyle k_{i+1}>k_{i}}.
- Les différences positives {\displaystyle r_{i}=k_{i}-k_{i-1}} entre deux instants d'occurrence consécutifs sont appelés les durées de récurrence de A.

Une conséquence du théorème ergodique est que la durée moyenne de récurrence de A est inversement proportionnelle à la mesure de A , sous l'hypothèse que la condition initiale x appartient à A, de telle sorte que k0 = 0.
| {\displaystyle \lim _{n\to +\infty }\ {\frac {1}{n}}\ \sum _{i=1}^{n}r_{i}\ =\ {\frac {\mu (X)}{\mu (A)}}\quad {\mbox{(presque partout)}}}. |

Ainsi, plus l'ensemble A est « petit » et plus il faut attendre longtemps en moyenne avant d'y retourner. Malheureusement, ce résultat ne nous renseigne pas sur l'écart-type de la distribution des temps de récurrence. Par exemple, pour le modèle des urnes d'Ehrenfest, Kac a pu démontrer que cet écart-type tend vers l'infini lorsque le nombre de boules du modèle tend vers l'infini, de telle sorte que des fluctuations importantes autour de la durée moyenne de récurrence deviennent de plus en plus probables.

## Hiérarchie ergodique

### Système mélangeant
On dit que le système {\displaystyle (\Omega ,{\mathcal {F}},\mu ,T)} est mélangeant si quels que soient les événements (ensembles) {\displaystyle A} et {\displaystyle B} dans {\displaystyle {\mathcal {F}}}, la corrélation
{\displaystyle \mu (A\cap T^{-n}(B))-\mu (A)\mu (B)} 
tend vers 0 lorsque {\displaystyle n} tend vers l'infini.

## Exemple: le flot ergodique sur une variété
- L'ergodicité du flot géodésique sur une variété riemannienne à courbure négative, de volume fini, a été découverte par Hopf[3] en 1939.
- La relation entre le flot géodésique et les sous-groupes à un paramètre de SL2(R) a été établie par Fomin et Gelfand[4] en 1952.
- L'ergodicité du flot géodésique sur les espaces localement symétriques de volume fini a été établie par Mautner[5] en 1957.
- Un critère simple pour l'ergodicité d'un flot homogène sur un espace homogène d'un groupe de Lie semi-simple a été établi par Moore[6] en 1966.
- Beaucoup des théorèmes et résultats de ce domaine d'étude sont typiques de la théorie de la rigidité.
- Les flots d'Anosov constituent un exemple de flots ergodiques sur SL2(R) et, plus généralement, sur une surface de Riemann à courbure négative. La plupart des développements à ce sujet se généralisent à des variétés hyperboliques à courbure négative constante, celles-ci pouvant être vues comme l'espace quotient d'un espace hyperbolique simplement connexe par un groupe discret de SO(n,1).

## Théorie ergodique et mécanique statistique
En dépit de progrès importants réalisés en théorie ergodique depuis la formulation par Boltzmann de l'hypothèse ergodique, son utilisation pour justifier l'utilisation de l'ensemble microcanonique en mécanique statistique reste à ce jour controversée.

## Problèmes ouverts
Le mathématicien Sergiy Kolyada maintient une liste de problèmes ouverts en théorie ergodique.

## Articles liés
- Billard de Sinaï
- Hypothèse ergodique
- Entropie métrique
- Mécanique hamiltonienne
- Système dynamique
- Théorie du chaos
- Théorème de Wiener-Wintner

### Aspects historiques
- (en) M. Mathieu, « On the origin of the notion "Ergodic Theory" », Expositiones Mathematicae, vol. 6, 1988, p. 373
- (en) Giovanni Gallavotti, Ergodicity, ensembles, irreversibility in Boltzmann and beyond, 1994, « chao-dyn/9403004 chao-dyn/9403004 », texte en accès libre, sur arXiv.

### Articles originels
- (en) Eberhard Hopf, « Ergodic theory and the geodesic flow on a surface of constant negative curvature », Bull. Amer. Math. Soc., vol. 77, no 6, 1971, p. 863
- (en) Eberhard Hopf, Differential Geometry in the Large - 1956 Lectures Notes, Lectures Notes in Mathematics 1000, Springer-Verlag, 1983
- (en) G. A. Margulis, « Application of ergodic theory to the investigation of manifold of negative curvature », Functional Analysis & Applications, vol. 3, 1969, p. 355
- (en) Y. Pesin, « Characteristic Lyapounov exponents & smooth ergodic theory », Russian Mathematical Surveys, vol. 32, no 4, 1982, p. 54
- (en) Y. Pesin, « Geodesic flows with hyperbolic behaviour of the trajectories & objects connected with them », Russian Mathematical Surveys, vol. 36, 1981, p. 1

### Ouvrages modernes
- Yves Coudène, Théorie ergodique et systèmes dynamiques, EDP Sciences, 2013
- (en) Vladimir I. Arnold et André Avez, Ergodic Problems of Classical Mechanics, Advanced Book Classics, Pearson Addison Wesley, mai 1989 (ASIN 0201094061)
- (en) Françoise Pène, Stochastic properties of dynamical systems, Cours spécialisés de la SMF, Volume 30,  2022
- (en) Ya G. Sinaï, Introduction to Ergodic Theory, Princeton University Press, 1976
- (en) I.P. Cornfeld, S.V. Fomin et Y.G. Sinai, Ergodic Theory, Springer-Verlag, 1982  (ISBN 3-540-90580-4)
- (en) Karl Petersen, Ergodic Theory, Cambridge Studies in Advanced Mathematics, Cambridge University Press, 1983  (ISBN 0-521-38997-6)
- (en) Yakov Pesin et Luis Barreira, Lyapunov Exponents and Smooth Ergodic Theory, University Lecture Series 23, AMS, Providence, 2001  (ISBN 0-8218-2921-1)
- (en) Tim Bedford, Michael Keane et Caroline Series (éds.), Ergodic Theory, Symbolic Dynamics and Hyperbolic Spaces, Oxford University Press, 1991  (ISBN 0-19-853390-X)
- (en) Jean Moulin Ollagnier, Ergodic Theory and Statistical Mechanics, Lecture Notes in Mathematics  1115, Springer-Verlag, 1985
- (en) Henk van Beijeren, On some common misconceptions regarding the "Ergodic Hierarchy", 2004, « cond-mat/0407730 cond-mat/0407730 », texte en accès libre, sur arXiv.

### Autres
- (en) Joël Lebowitz et Oliver Penrose, « Modern Ergodic Theory », Physics Today, vol. 26, 1973, p. 155-175, pdf
- (en) David Ruelle, Ergodic theory of differentiable dynamical systems, Publ. Math. IHES 50, 1979, p. 27-58, texte complet disponible au format pdf
- (en) Mark Pollicott, Lectures on ergodic theory, geodesic flows and related topics, Ulm, 2003, notes de cours non corrigées au format pdf
- (en) Charles Pugh et Michael Shub (appendix by Alexander Starkov), « Stable ergodicity », Bull. Amer. Math. Soc., vol. 41, 2004, p. 1-41, texte disponible en ligne